# Tero Pitkämäki
Tero Kristian Pitkämäki (né le 19 décembre 1982 à Ilmajoki) est un athlète finlandais spécialiste du lancer du javelot.

## Biographie
Après une 8e place aux Jeux olympiques 2004 à Athènes et de bons débuts dans la saison 2005 comme ses victoires dans le Meeting Gaz de France et le meeting du Bislett en Golden League, il devient l'un des favoris pour les Championnats du monde d'athlétisme 2005 à Helsinki qui se déroulent pour lui à domicile. La pression du pays, où la tradition du javelot est très importante, est trop forte et il échoue à la quatrième place. Après les Championnats du monde, il remporte le Weltklasse Zürich.
Il est à l'origine d'un accident rare survenu en juillet 2007 à l'occasion du meeting Golden Gala de Rome. Lors d'un de ses lancers, le Finlandais glisse légèrement et rate son geste. L'engin quitte alors sa trajectoire et vient se planter dans le bas du dos du sauteur en longueur français Salim Sdiri alors que celui-ci se trouvait sur la zone d'échauffement.
Auteur de 91,23 m au meeting de Lapinlahti quelques jours après l'incident survenu à Rome, Tero Pitkämäki participe fin août 2007 aux Championnats du monde d'Osaka. Il y signe son premier succès international majeur parvenant à réaliser la marque 90,33 m à sa sixième et dernière tentative, devançant de près de deux mètres le Norvégien Andreas Thorkildsen, champion olympique 2004 et l'Américain Breaux Greer, auteur de la meilleure performance mondiale de l'année 2007.
Il termine 3e lors des Jeux olympiques de Pékin et lors de la finale mondiale de l'athlétisme 2008. L'année suivante, il ne se classe que 5e lors des championnats du monde à Berlin avec 81,90 m mais il se rattrape en finissant second de la finale mondiale de Thessalonique. Il est encore battu l'année suivante lors des championnats d'Europe par Andreas Thorkildsen et par le jeune Matthias de Zordo ; il termine en cette même année deuxième de la Ligue de Diamant 2010.
Le 25 août 2013, à Bad Köstritz, Tero Pitkämäki atteint la marque de 89,03 m et signe la meilleure performance dans cette discipline depuis la saison 2011.
Le 24 août 2017, il termine 3e de la finale de la Ligue de diamant lors du Weltklasse Zürich avec 86,57 m, battu par Jakub Vadlejch (88,50 m) qui décroche le trophée et Thomas Röhler (86,59 m).
Il annonce sa retraite sportive le 14 octobre 2019.

## Palmarès

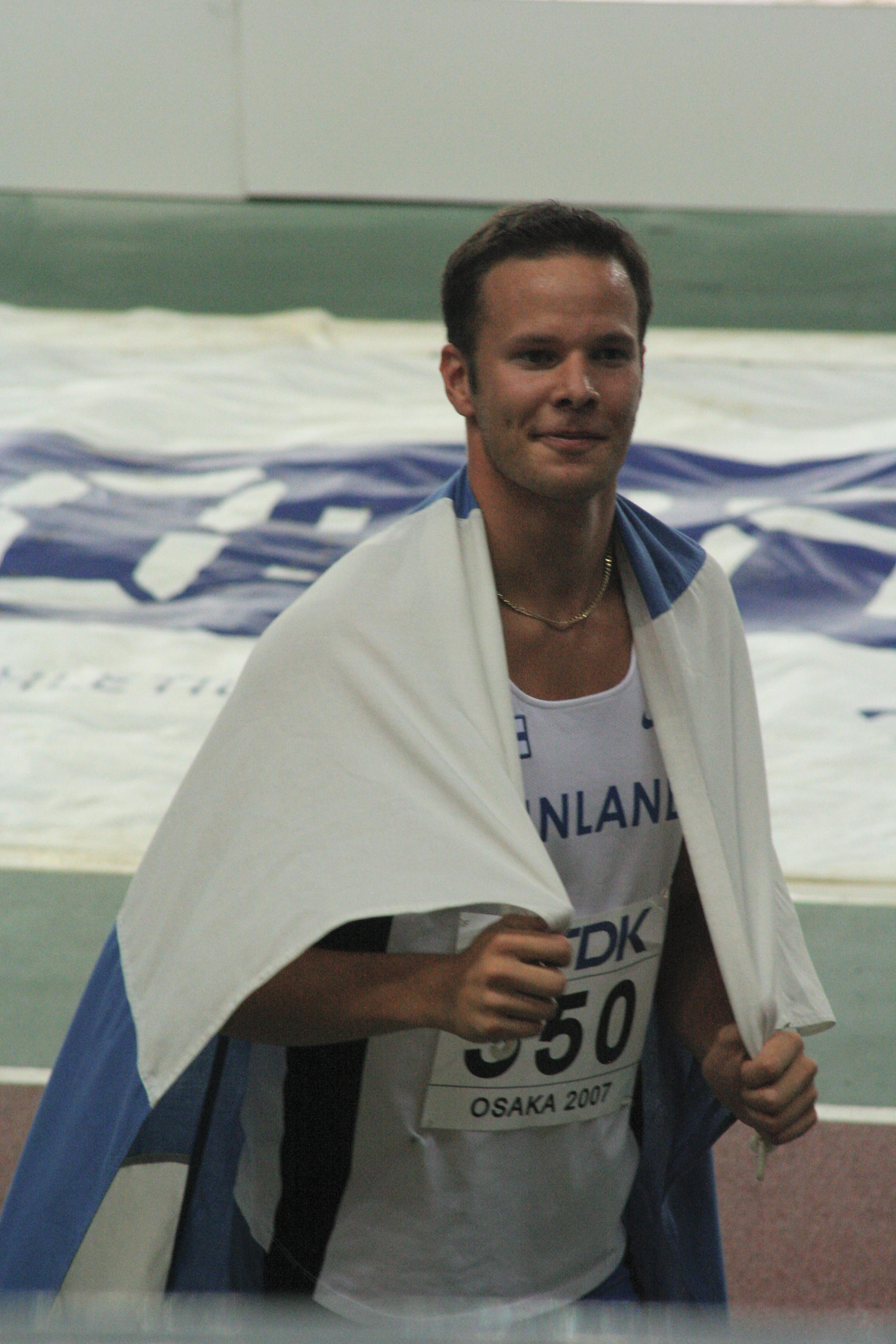
Tero Pitkämäki aux mondiaux d'Osaka 2007

| Date | Compétition                       | Lieu             | Résultat | Marque  |
| ---- | --------------------------------- | ---------------- | -------- | ------- |
| 2003 | Championnats d'Europe espoirs     | Bydgoszcz        | 3e       | 78,84 m |
| 2004 | Jeux olympiques                   | Athènes          | 8e       | 83,01 m |
| 2005 | Championnats du monde             | Helsinki         | 4e       | 81,27 m |
| 2005 | Finale mondiale                   | Monaco           | 1er      | 91,33 m |
| 2006 | Championnats d'Europe             | Göteborg         | 2e       | 86,44 m |
| 2006 | Finale mondiale                   | Stuttgart        | 2e       | 88,25 m |
| 2007 | Championnats du monde             | Osaka            | 1er      | 90,33 m |
| 2007 | Finale mondiale                   | Stuttgart        | 1er      | 88,19 m |
| 2008 | Jeux olympiques                   | Pékin            | 3e       | 86,16 m |
| 2008 | Finale mondiale                   | Stuttgart        | 3e       | 81,64 m |
| 2009 | Championnats du monde             | Berlin           | 5e       | 81,90 m |
| 2009 | Finale mondiale                   | Thessalonique    | 2e       | 84,09 m |
| 2010 | Championnats d'Europe             | Barcelone        | 3e       | 86,67 m |
| 2010 | Ligue de diamant                  | Ligue de diamant | 2e       | détails |
| 2012 | Jeux olympiques                   | Londres          | 4e       | 82,80 m |
| 2013 | Championnats du monde             | Moscou           | 2e       | 87,07 m |
| 2013 | Ligue de diamant                  | Ligue de diamant | 2e       | détails |
| 2014 | Championnats d'Europe             | Zurich           | 3e       | 84,40 m |
| 2014 | Ligue de diamant                  | Ligue de diamant | 2e       | détails |
| 2015 | Championnats d'Europe par équipes | Tcheboksary      | 1er      | 84,44 m |
| 2015 | Championnats du monde             | Pékin            | 3e       | 87,64 m |
| 2015 | Ligue de diamant                  | Ligue de diamant | 1er      | détails |
| 2017 | Championnats d'Europe par équipes | Vaasa            | 1er      | 88,27 m |
| 2017 | Championnats du monde             | Londres          | 5e       | 86,94 m |
| 2017 | Ligue de diamant                  | Ligue de diamant | 3e       | 86,57 m |

### Distinctions
- Élu meilleur sportif finlandais : 2007

## Records
| Épreuve           | Performance | Lieu     | Date         |
| ----------------- | ----------- | -------- | ------------ |
| Lancer du javelot | 91,53 m     | Kuortane | 26 juin 2005 |